# Видок: Охотник на призраков
«Видок: Охотник на призраков» (фр. L'Empereur de Paris; дословно — «Император Парижа») — французский исторический криминальный фильм 2018 года, основанный на жизни легендарного французского сыщика и бывшего преступника Эжена Франсуа Видока. Поставлен режиссёром Жаном-Франсуа Рише, а главную роль исполнил Венсан Кассель. В целом фильм получил смешанные отзывы критиков и зрителей и провалился в прокате, но был номинирован на получение французской национальной кинопремии «Сезар» в категориях за лучшие костюмы и оформление декораций.

## Сюжет
События фильма разворачиваются во времена правления Наполеона. Эжен Франсуа Видок — известный на всю Францию преступник, которому удалось 27 раз бежать из мест лишения свободы. Став легендой не только преступного мира, но и правоохранительных органов, Видок решает завязать с криминалом и в обмен на помилование встать на путь защитника правопорядка. Получив одобрение со стороны верховного командующего полиции, Видок создал и стал первым в истории Франции главой Главного управления национальной безопасности Сюртэ. Таким образом Видок стал одним из самых успешных детективов своего времени и, сам того не ожидая, "императором Парижа".

## В ролях
| Актёр           | Роль                      |
| --------------- | ------------------------- |
| Венсан Кассель  | Эжен Франсуа Видок        |
| Фрейя Мавор     | Аннетта                   |
| Дени Меноше     | Дюбийяр                   |
| Аугуст Диль     | Натаниэль                 |
| Джеймс Тьерре   | Герцог                    |
| Патрик Шене     | Анри                      |
| Ольга Куриленко | баронесса Роксана Живерни |
| Фабрис Лукини   | Жозеф Фуше                |
| Дени Лаван      | Майяр                     |
| Антуан Баслер   | Перрин                    |
| Немо Шиффман    | Шарль                     |

## Релиз
Премьера фильма состоялась во Франции 3 ноября 2018 года на Arras Film Festival. В кинотеатрах Франции фильм вышел 19 декабря 2018 года. В России фильм вышел 25 июля 2019 года.

## Награды и номинации
| Список наград и номинаций | Список наград и номинаций | Список наград и номинаций | Список наград и номинаций | Список наград и номинаций | Список наград и номинаций |
| Кинофестиваль/Кинопремия  | Год                       | Категория                 | Номинант                  | Результат                 | Ист                       |
| ------------------------- | ------------------------- | ------------------------- | ------------------------- | ------------------------- | ------------------------- |
| Премия «Сезар»            | 22.02.2019                | Лучшие декорации          | Эмиль Гиго                | номинация                 | [ 8 ]                     |
| Премия «Сезар»            | 22.02.2019                | Лучший дизайн костюмов    | Пьер-Ив Геро              | номинация                 | [ 8 ]                     |